# Draft 1997 de la NFL
1996 1998
La draft 1997 de la NFL est la 62e draft de la National Football League, permettant aux franchises de football américain de sélectionner des joueurs universitaires éligibles pour jouer professionnels. Le repêchage a eu lieu les 19 avril 1997 et 20 avril 1997, au Madison Square Garden de New York.
Avec le premier choix de sélection, les Rams de Saint-Louis sélectionnent l'offensive tackle Orlando Pace. D'autres joueurs de lignes offensives productifs ont également été sélectionnés comme Tarik Glenn (en) ou Walter Jones. Cette draft est aussi connue pour ses sélections de running backs. Warrick Dunn est sélectionné en 12e position par les Buccaneers de Tampa Bay et a couru pour plus de 10 000 yards dans sa carrière. Corey Dillon, Tiki Barber, Antowain Smith, Priest Holmes et Duce Staley (en) ont également réussi des saisons de haut niveau dans la National Football League.
Trois joueurs de la draft 1997 sont entrés dans le Hall of Fame. Walter Jones, offensive tackle de la Florida State University, choisi au premier tour par le Seahawks de Seattle au 6e rang, intronisé en 2014,Orlando Pace, offensive tackle de l’Ohio State University, choix du premier tour des Rams de St. Louis, intronisé en 2016 et Jason Taylor, defensive end de l’Université d’Akron, choisi au 3e tour, 73e au total, par les Dolphins de Miami, intronisé en 2017.

## Joueurs sélectionnés
Légende :
- ° : Intronisé au Pro Football Hall of Fame
- † : Joueur sélectionné pour le Pro Bowl

### Premier tour
| Choix | Équipe                             | Joueur                 | Postes           | Université                    |
| ----- | ---------------------------------- | ---------------------- | ---------------- | ----------------------------- |
| 1     | Rams de Saint-Louis                | Orlando Pace † °       | Offensive tackle | Buckeyes d'Ohio State         |
| 2     | Raiders d'Oakland                  | Darrell Russell (en) † | Defensive end    | Trojans de l'USC              |
| 3     | Seahawks de Seattle                | Shawn Springs (en) †   | Cornerback       | Buckeyes d'Ohio State         |
| 4     | Ravens de Baltimore                | Peter Boulware †       | Linebacker       | Seminoles de Florida State    |
| 5     | Lions de Détroit                   | Bryant Westbrook (en)  | Cornerback       | Longhorns du Texas            |
| 6     | Seahawks de Seattle                | Walter Jones † °       | Offensive tackle | Seminoles de Florida State    |
| 7     | Giants de New York                 | Ike Hilliard (en)      | Wide receiver    | Gators de la Floride          |
| 8     | Jets de New York                   | James Farrior †        | Linebacker       | Cavaliers de la Virginie      |
| 9     | Cardinals de l'Arizona             | Tom Knight             | Cornerback       | Hawkeyes de l'Iowa            |
| 10    | Saints de La Nouvelle-Orléans      | Chris Naeole (en)      | Offensive guard  | Buffaloes du Colorado         |
| 11    | Falcons d'Atlanta                  | Michael Booker         | Cornerback       | Cornhuskers du Nebraska       |
| 12    | Buccaneers de Tampa Bay            | Warrick Dunn †         | Running back     | Seminoles de Florida State    |
| 13    | Chiefs de Kansas City              | Tony Gonzalez † °      | Tight end        | Golden Bears de la Californie |
| 14    | Bengals de Cincinnati              | Reinard Wilson (en)    | Linebacker       | Seminoles de Florida State    |
| 15    | Dolphins de Miami                  | Yatil Green (en)       | Wide receiver    | Hurricanes de Miami           |
| 16    | Buccaneers de Tampa Bay            | Reidel Anthony (en)    | Wide receiver    | Gators de la Floride          |
| 17    | Redskins de Washington             | Kenard Lang (en)       | Defensive end    | Hurricanes de Miami           |
| 18    | Oilers du Tennessee                | Kenny Holmes (en)      | Defensive end    | Hurricanes de Miami           |
| 19    | Colts d'Indianapolis               | Tarik Glenn (en) †     | Offensive guard  | Golden Bears de Californie    |
| 20    | Vikings du Minnesota               | Dwayne Rudd (en)       | Linebacker       | Crimson Tide de l'Alabama     |
| 21    | Jaguars de Jacksonville            | Renaldo Wynn (en)      | Defensive tackle | Fighting Irish de Notre Dame  |
| 22    | Cowboys de Dallas                  | David LaFleur (en)     | Tight end        | Tigers de LSU                 |
| 23    | Bills de Buffalo                   | Antowain Smith         | Running back     | Cougars de Houston            |
| 24    | Steelers de Pittsburgh             | Chad Scott             | Cornerback       | Terrapins du Maryland         |
| 25    | Eagles de Philadelphie             | Jon Harris             | Defensive end    | Cavaliers de la Virginie      |
| 26    | 49ers de San Francisco             | Jim Druckenmiller (en) | Quarterback      | Hokies de Virginia Tech       |
| 27    | Panthers de la Caroline            | Rae Carruth            | Wide receiver    | Buffaloes du Colorado         |
| 28    | Broncos de Denver                  | Trevor Pryce (en) †    | Defensive tackle | Tigers de Clemson             |
| 29    | Patriots de la Nouvelle-Angleterre | Chris Canty (en)       | Defensive back   | Wildcats de Kansas State      |
| 30    | Packers de Green Bay               | Ross Verba (en)        | Offensive tackle | Hawkeyes de l'Iowa            |

### Échanges du premier tour
1. Jets - Rams: Les Rams de Saint-Louis échangent leur choix de premier tour de 1997 (# 6-Walter Jones), leur choix de troisième tour de 1997 (# 67-Dan Neil), leur choix de quatrième tour de 1997 (# 102-Terry Day) et leur choix de septième tour de 1997 (# 207-Koy Detmer) contre le choix de premier tour de 1997 des Jets de New-York (# 1 - Orlando Pace)[1].
2. Raiders - Saints: Les Raiders d'Oakland échangent Daryl Hobbs, leur choix de premier tour 1997 (# 10-Chris Naeole), leur choix de deuxième tour 1997 (# 39-Jared Tomich) et leur choix de quatrième tour 1997 (# 107-Pratt Lyons) pour le choix de premier tour 1997 (# 2- Darrell Russell) et le choix de sixième ronde 1997 (# 166-John Fiala) des Saints de la Nouvelle-Orléans[2].
3. Seahawks - Falcons: Les Seahawks de Seattle échangent leur choix de premier tour de 1997 (# 11-Michael Booker), choix de deuxième tour de 1997 (Byron Hanspard # 41), choix de troisième tour de 1997 (# 70-OJ Santiago), choix de quatrième tour de 1997 (# 100-Henri Crockett) contre le choix du premier tour 1997 (n ° 3-Shawn Springs) et celui du troisième tour 1997 (n ° 63-Frank Middleton) des Falcons d'Atlanta[3].
4. Jets - Buccaneers: Les Jets de New-York envoient leur choix de premier tour de 1997 (# 6 Walter Jones) aux Buccaneers de Tampa Bay contre un premier choix de 1997 (No 8-James Farrior) et un choix de quatrième tour de 1997 (# 104-Leon Johnson)[4].
5. Seahawks - Bears - Falcons: Les Seahawks de Seattle échangent Rick Mirer et leur choix de quatrième tour 1997 (# 105-Darnell Autry) pour le choix de premier tour 1997 des Bears de Chicago (# 11-Michael Booker)[5]. Dans la foulée les Falcons d'Atlanta envoient leur premier choix de 1997 (# 3-Shawn Springs) et leur choix de troisième tour de 1997 (# 63-Frank Middleton) au Seahawks pour leur premier choix de 1997 (# 11-Michael Booker), leur choix de deuxième tour de 1997 (Byron Hanspard # 41), leur choix de troisième tour 1997 (# 70-OJ Santiago) ainsi que leur choix de quatrième tour 1997 (# 100-Henri Crockett)[3].
6. Buccaneers - Seahawks: Les Buccaneers de Tampa Bay envoient leur choix de premier tour 1997 (# 6-Walter Jones) aux Seahawks pour le choix de premier tour 1997 (# 12-Warrick Dunn) et choix de troisième tour 1997 (# 63-Frank Middleton)[6].
7. Chiefs - Oilers: Les Chiefs de Kansas City échangent leur choix de premier tour de 1997 (# 18-Kenny Holmes), leur choix de troisième tour de 1997 (# 91-Mike Vrabel), leur choix de quatrième tour de 1997 (# 116-Keith Poole) et leur choix de sixième tour de 1997 (# 181-Dennis Stallings) pour le choix de premier tour de 1997 (# 13-Tony Gonzalez) et choix de quatrième tour de 1997 (# 110-Pat Barnes) des Oilers du Tennessee[7].
8. Buccaneers - Chargers: Échange d'un choix de deuxième tour en 1996 (# 41-Bryan Still) aux Chargers de San Diego pour un choix de premier tour en 1997 (# 16-Reidel Anthony)[8].
9. Cowboys - Eagles: Les Cowboys de Dallas échangent leur choix de premier tour de 1997 (# 25-Jon Harris), leur choix de cinquième tour de 1997 (# 155-Luther Broughton) et choix de troisième tour de 1998 (# 70-Brian Alford) contre le choix de premier tour de 1997 des Eagles de Philadelphie (# 22-David LaFleur)[6].

### Deuxième tour
| Choix | Équipe                             | Joueur            | Postes           | Université                              |
| ----- | ---------------------------------- | ----------------- | ---------------- | --------------------------------------- |
| 31    | Jets de New York                   | Rick Terry        | Defensive tackle | Tar Heels de la Caroline du Nord        |
| 32    | Falcons d'Atlanta                  | Nathan Davis      | Defensive end    | Hoosiers de l'Indiana                   |
| 33    | Saints de La Nouvelle-Orléans      | Rob Kelly         | Defensive back   | Buckeyes d'Ohio State                   |
| 34    | Ravens de Baltimore                | Jamie Sharper     | Linebacker       | Cavaliers de la Virginie                |
| 35    | Lions de Détroit                   | Juan Roque        | Offensive tackle | Sun Devils d'Arizona State              |
| 36    | Giants de New York                 | Tiki Barber †     | Running back     | Cavaliers de la Virginie                |
| 37    | Buccaneers de Tampa Bay            | Jerry Wunsch      | Offensive tackle | Badgers du Wisconsin                    |
| 38    | Bears de Chicago                   | John Allred       | Tight end        | Trojans d'USC                           |
| 39    | Saints de La Nouvelle-Orléans      | Jared Tomich      | Defensive end    | Cornhuskers du Nebraska                 |
| 40    | Rams de Saint-Louis                | Dexter McCleon    | Defensive back   | Tigers de Clemson                       |
| 41    | Falcons d'Atlanta                  | Byron Hanspard    | Running back     | Red Raiders de Texas Tech               |
| 42    | Cardinals de l'Arizona             | Jake Plummer †    | Quarterback      | Sun Devils d'Arizona State              |
| 43    | Bengals de Cincinnati              | Corey Dillon †    | Halfback         | Huskies de Washington                   |
| 44    | Dolphins de Miami                  | Sam Madison †     | Cornerback       | Cardinals de Louisville                 |
| 45    | Chargers de San Diego              | Freddie Jones     | Tight end        | Tar Heels de la Caroline du Nord        |
| 46    | Oilers du Tennessee                | Joey Kent         | Wide receiver    | Volunteers du Tennessee                 |
| 47    | Chiefs de Kansas City              | Kevin Lockett     | Wide receiver    | Wildcats de Kansas State                |
| 48    | Colts d'Indianapolis               | Adam Meadows      | Offensive tackle | Bulldogs de la Géorgie                  |
| 49    | Vikings du Minnesota               | Torrian Gray      | Free safety      | Hokies de Virginia Tech                 |
| 50    | Jaguars de Jacksonville            | Mike Logan        | Cornerback       | Mountaineers de la Virginie-Occidentale |
| 51    | Redskins de Washington             | Greg Jones        | Linebacker       | Buffaloes du Colorado                   |
| 52    | Bills de Buffalo                   | Marcellus Wiley † | Defensive end    | Lions de Columbia                       |
| 53    | Steelers de Pittsburgh             | Will Blackwell    | Wide receiver    | Aztecs de San Diego State               |
| 54    | Lions de Détroit                   | Kevin Abrams      | Cornerback       | Orange de Syracuse                      |
| 55    | 49ers de San Francisco             | Marc Edwards      | Running back     | Fighting Irish de Notre Dame            |
| 56    | Panthers de la Caroline            | Mike Minter       | Free safety      | Cornhuskers du Nebraska                 |
| 57    | Eagles de Philadelphie             | James Darling     | Linebacker       | Cougars de Washington State             |
| 58    | Ravens de Baltimore                | Kim Herring       | Free safety      | Nittany Lions de Penn State             |
| 59    | Patriots de la Nouvelle-Angleterre | Brandon Mitchell  | Defensive end    | Aggies de Texas A&M                     |
| 60    | Packers de Green Bay               | Darren Sharper †  | Defensive back   | Tribe de William & Mary                 |

### Troisième tour
| Choix | Équipe                             | Joueur                | Postes           | Université                           |
| ----- | ---------------------------------- | --------------------- | ---------------- | ------------------------------------ |
| 61    | Patriots de la Nouvelle-Angleterre | Sedrick Shaw          | Running back     | Hawkeyes de l'Iowa                   |
| 62    | Saints de La Nouvelle-Orléans      | Troy Davis            | Running back     | Cyclones d'Iowa State                |
| 63    | Buccaneers de Tampa Bay            | Frank Middleton       | Offensive guard  | Wildcats de l'Arizona                |
| 64    | Ravens de Baltimore                | Jay Graham            | Running back     | Volunteers du Tennessee              |
| 65    | Cowboys de Dallas                  | Dexter Coakley (en) † | Linebacker       | Mountaineers d'Appalachian State     |
| 66    | Buccaneers de Tampa Bay            | Ronde Barber †        | Cornerback       | Cavaliers de la Virginie             |
| 67    | Broncos de Denver                  | Dan Neil              | Offensive guard  | Longhorns du Texas                   |
| 68    | Giants de New York                 | Ryan Phillips         | Linebacker       | Vandals de l'Idaho                   |
| 69    | Bears de Chicago                   | Bob Sapp              | Offensive guard  | Huskies de Washington                |
| 70    | Falcons d'Atlanta                  | O.J. Santiago         | Tight end        | Golden Flashes de Kent State         |
| 71    | Eagles de Philadelphie             | Duce Staley           | Running back     | Gamecocks de la Caroline du Sud      |
| 72    | Raiders d'Oakland                  | Adam Treu             | Offensive guard  | Cornhuskers du Nebraska              |
| 73    | Dolphins de Miami                  | Jason Taylor † °      | Defensive end    | Zips d'Akron                         |
| 74    | Chargers de San Diego              | Michael Hamilton      | Linebacker       | Tar Heels de la Caroline du Nord A&T |
| 75    | Oilers du Tennessee                | Denard Walker         | Cornerback       | Tigers de LSU                        |
| 76    | Bengals de Cincinnati              | Rod Payne             | Centre           | Wolverines du Michigan               |
| 77    | 49ers de San Francisco             | Greg Clark            | Tight end        | Cardinal de Stanford                 |
| 78    | Vikings du Minnesota               | Stalin Colinet        | Defensive end    | Eagles de Boston College             |
| 79    | Jaguars de Jacksonville            | James Hamilton        | Linebacker       | Tar Heels de la Caroline du Nord     |
| 80    | Redskins de Washington             | Derek M. Smith        | Linebacker       | Sun Devils d'Arizona State           |
| 81    | Oilers du Tennessee                | Scott Sanderson       | Offensive tackle | Cougars de Washington State          |
| 82    | Steelers de Pittsburgh             | Paul Wiggins          | Offensive tackle | Ducks de l'Oregon                    |
| 83    | Cowboys de Dallas                  | Steve Scifres         | Offensive guard  | Cowboys du Wyoming                   |
| 84    | Cardinals de l'Arizona             | Ty Howard             | Cornerback       | Buckeyes d'Ohio State                |
| 85    | Raiders d'Oakland                  | Tim Kohn              | Offensive guard  | Cyclones d'Iowa State                |
| 86    | Colts d'Indianapolis               | Bertrand Berry (en) † | Linebacker       | Fighting Irish de Notre Dame         |
| 87    | Panthers de la Caroline            | Kinnon Tatum          | Linebacker       | Fighting Irish de Notre Dame         |
| 88    | Jets de New York                   | Dedric Ward           | Wide receiver    | Panthers de Northern Iowa            |
| 89    | Patriots de la Nouvelle-Angleterre | Chris Carter          | Defensive back   | Longhorns du Texas                   |
| 90    | Packers de Green Bay               | Brett Conway          | Kicker           | Nittany Lions de Penn State          |
| 91*   | Steelers de Pittsburgh             | Mike Vrabel †         | Defensive end    | Buckeyes d'Ohio State                |
| 92*   | Dolphins de Miami                  | Derrick Rodgers       | Linebacker       | Sun Devils d'Arizona State           |
| 93*   | Dolphins de Miami                  | Ronnie Ward           | Linebacker       | Jayhawks du Kansas                   |
| 94*   | Cowboys de Dallas                  | Kenny Wheaton         | Defensive back   | Ducks de l'Oregon                    |
| 95*   | Giants de New York                 | Brad Maynard          | Punter           | Cardinals de Ball State              |
| 96*   | Dolphins de Miami                  | Brent Smith           | Offensive tackle | Bulldogs de Mississippi State        |

### Quatrième tour
| Choix | Équipe                             | Joueur               | Postes           | Université                       |
| ----- | ---------------------------------- | -------------------- | ---------------- | -------------------------------- |
| 97    | Patriots de la Nouvelle-Angleterre | Damon Denson         | Offensive guard  | Wolverines du Michigan           |
| 98    | Oilers du Tennessee                | Derrick Mason (en) † | Wide receiver    | Spartans de Michigan State       |
| 99    | Saints de La Nouvelle-Orléans      | Danny Wuerffel       | Quarterback      | Gators de la Floride             |
| 100   | Falcons d'Atlanta                  | Henri Crockett       | Linebacker       | Seminoles de Florida State       |
| 101   | Cowboys de Dallas                  | Antonio Anderson     | Defensive tackle | Orange de Syracuse               |
| 102   | Jets de New York                   | Terry Day            | Defensive end    | Bulldogs de Mississippi State    |
| 103   | Giants de New York                 | Pete Monty           | Linebacker       | Badgers du Wisconsin             |
| 104   | Jets de New York                   | Leon Johnson         | Running back     | Tar Heels de la Caroline du Nord |
| 105   | Bears de Chicago                   | Darnell Autry        | Running back     | Wildcats de Northwestern         |
| 106   | Cardinals de l'Arizona             | Chris Dishman        | Offensive guard  | Cornhuskers du Nebraska          |
| 107   | Oilers du Tennessee                | Pratt Lyons          | Defensive end    | Trojans de Troy                  |
| 108   | Bears de Chicago                   | Marcus Robinson      | Wide receiver    | Gamecocks de la Caroline du Sud  |
| 109   | Chargers de San Diego              | Raleigh Roundtree    | Offensive tackle | Bulldogs de South Carolina State |
| 110   | Chiefs de Kansas City              | Pat Barnes           | Quarterback      | Golden Bears de Californie       |
| 111   | Bengals de Cincinnati              | Tremain Mack         | Strong safety    | Hurricanes de Miami              |
| 112   | Rams de Saint-Louis                | Ryan Tucker          | Centre           | Horned Frogs de TCU              |
| 113   | Vikings du Minnesota               | Antonio Banks        | Defensive back   | Hokies de Virginia Tech          |
| 114   | Jaguars de Jacksonville            | Seth Payne           | Defensive tackle | Big Red de Cornell               |
| 115   | Redskins de Washington             | Albert Connell       | Wide receiver    | Aggies de Texas A&M              |
| 116   | Saints de La Nouvelle-Orléans      | Keith Poole          | Wide receiver    | Sun Devils d'Arizona State       |
| 117   | Colts d'Indianapolis               | Monty Montgomery     | Defensive back   | Cougars de Houston               |
| 118   | Ravens de Baltimore                | Tyrus McCloud        | Linebacker       | Cardinals de Louisville          |
| 119   | Eagles de Philadelphie             | Damien Robinson      | Defensive back   | Hawkeyes de l'Iowa               |
| 120   | Bills de Buffalo                   | Jamie Nails          | Offensive tackle | Rattlers de Florida A&M (en)     |
| 121   | Dolphins de Miami                  | Jerome Daniels       | Offensive tackle | Huskies de Northeastern          |
| 122   | Panthers de la Caroline            | Tarek Saleh          | Linebacker       | Badgers du Wisconsin             |
| 123   | Raiders d'Oakland                  | Chad Levitt          | Running back     | Big Red de Cornell               |
| 124   | Broncos de Denver                  | Cory Gilliard        | Defensive back   | Cardinals de Ball State          |
| 125   | Patriots de la Nouvelle-Angleterre | Ed Ellis             | Offensive tackle | Bulls de Buffalo                 |
| 126   | Packers de Green Bay               | Jermaine Smith       | Defensive tackle | Bulldogs de la Géorgie           |
| 127*  | Cowboys de Dallas                  | Macey Brooks         | Wide receiver    | Dukes de James Madison           |
| 128*  | Buccaneers de Tampa Bay            | Alshermond Singleton | Linebacker       | Owls de Temple                   |
| 129*  | Cowboys de Dallas                  | Nicky Sualua         | Running back     | Buckeyes d'Ohio State            |
| 130*  | Lions de Détroit                   | Matt Russell         | Linebacker       | Buffaloes du Colorado            |

### Cinquième tour
| Choix | Équipe                             | Joueur            | Postes           | Université                       |
| ----- | ---------------------------------- | ----------------- | ---------------- | -------------------------------- |
| 131   | Jets de New York                   | Lamont Burns      | Offensive guard  | Pirates d'East Carolina          |
| 132   | Redskins de Washington             | Jamel Williams    | Defensive back   | Cornhuskers du Nebraska          |
| 133   | Falcons d'Atlanta                  | Marcus Wimberly   | Defensive back   | Hurricanes de Miami              |
| 134   | Ravens de Baltimore                | Jeff Mitchell     | Centre           | Gators de la Floride             |
| 135   | Lions de Détroit                   | Pete Chryplewicz  | Tight end        | Fighting Irish de Notre Dame     |
| 136   | Giants de New York                 | Sam Garnes        | Strong safety    | Bearcats de Cincinnati           |
| 137   | Buccaneers de Tampa Bay            | Patrick Hape      | Tight end        | Crimson Tide de l'Alabama        |
| 138   | Chargers de San Diego              | Kenny Bynum       | Running back     | Bulldogs de South Carolina State |
| 139   | Cardinals de l'Arizona             | Chad Carpenter    | Wide receiver    | Cougars de Washington State      |
| 140   | Redskins de Washington             | Keith Thibodeaux  | Defensive back   | Northwestern State-Louisiana     |
| 141   | Bears de Chicago                   | Van Hiles         | Defensive back   | Wildcats du Kentucky             |
| 142   | Seahawks de Seattle                | Eric Stokes       | Defensive back   | Cornhuskers du Nebraska          |
| 143   | Oilers du Tennessee                | George McCullough | Defensive back   | Bears de Baylor                  |
| 144   | Bengals de Cincinnati              | Andre Purvis      | Defensive tackle | Tar Heels de la Caroline du Nord |
| 145   | Jets de New York                   | Ray Austin        | Defensive back   | Volunteers du Tennessee          |
| 146   | Chargers de San Diego              | Paul Bradford     | Cornerback       | Vikings de Portland State        |
| 147   | Jaguars de Jacksonville            | Damon Jones       | Tight end        | Salukis de Southern Illinois     |
| 148   | Redskins de Washington             | Twan Russell      | Linebacker       | Hurricanes de Miami              |
| 149   | Dolphins de Miami                  | Barron Tanner     | Defensive tackle | Sooners de l'Oklahoma            |
| 150   | Colts d'Indianapolis               | Nate Jacquet      | Wide receiver    | Aztecs de San Diego State        |
| 151   | Vikings du Minnesota               | Tony Williams     | Defensive tackle | Tigers de Memphis                |
| 152   | Eagles de Philadelphie             | N. D. Kalu        | Defensive end    | Owls de Rice                     |
| 153   | Bills de Buffalo                   | Sean Woodson      | Defensive back   | Tigers de Jackson State          |
| 154   | Steelers de Pittsburgh             | George Jones      | Running back     | Aztecs de San Diego State        |
| 155   | Eagles de Philadelphie             | Luther Broughton  | Tight end        | Paladins de Furman (en)          |
| 156   | Colts d'Indianapolis               | Carl Powell       | Defensive end    | Cardinals de Louisville          |
| 157   | Dolphins de Miami                  | Nicholas Lopez    | Defensive end    | Tigers de Texas Southern         |
| 158   | Rams de Saint-Louis                | Taje Allen        | Defensive back   | Longhorns du Texas               |
| 159   | Patriots de la Nouvelle-Angleterre | Vernon Crawford   | Linebacker       | Seminoles de Florida State       |
| 160   | Packers de Green Bay               | Anthony Hicks     | Linebacker       | Blue Raiders de Middle Tennessee |
| 161*  | Lions de Détroit                   | Duane Ashman      | Defensive end    | Cavaliers de la Virginie         |
| 162*  | Redskins de Washington             | Brad Badger       | Offensive guard  | Cardinal de Stanford             |
| 163*  | Chiefs de Kansas City              | June Henley       | Running back     | Jayhawks du Kansas               |

### Sixième tour
| Choix | Équipe                             | Joueur                   | Postes           | Université                              |
| ----- | ---------------------------------- | ------------------------ | ---------------- | --------------------------------------- |
| 164   | Jets de New York                   | Tim Scharf               | Linebacker       | Wildcats de Northwestern                |
| 165   | Saints de La Nouvelle-Orléans      | Nicky Savoie             | Tight end        | Tigers de LSU                           |
| 166   | Dolphins de Miami                  | John Fiala               | Linebacker       | Huskies de Washington                   |
| 167   | Ravens de Baltimore                | Steve Lee                | Running back     | Hoosiers de l'Indiana                   |
| 168   | Lions de Détroit                   | Tony Ramirez             | Offensive tackle | Bears de Northern Colorado              |
| 169   | Buccaneers de Tampa Bay            | Al Harris †              | Cornerback       | Javelinas de Texas A&M–Kingsville (en)  |
| 170   | Dolphins de Miami                  | Brian Manning            | Wide receiver    | Cardinal de Stanford                    |
| 171   | Giants de New York                 | Mike Cherry              | Quarterback      | Racers de Murray State                  |
| 172   | Raiders d'Oakland                  | Calvin Branch            | Cornerback       | Rams de Colorado State                  |
| 173   | Dolphins de Miami                  | Mike Crawford            | Linebacker       | Wolf Pack du Nevada                     |
| 174   | Seahawks de Seattle                | Itula Mili               | Tight end        | Cougars de BYU                          |
| 175   | Cardinals de l'Arizona             | Rod Brown                | Running back     | Tar Heels de la Caroline du Nord State  |
| 176   | Bengals de Cincinnati              | Canute Curtis            | Linebacker       | Mountaineers de la Virginie-Occidentale |
| 177   | Dolphins de Miami                  | Ed Perry                 | Tight end        | Dukes de James Madison                  |
| 178   | Chargers de San Diego              | Dan Palmer               | Centre           | Falcons de l'Air Force                  |
| 179   | Rams de Saint-Louis                | Muadianvita Kazadi       | Linebacker       | Golden Hurricane de Tulsa               |
| 180   | Falcons d'Atlanta                  | Calvin Collins           | Centre           | Aggies de Texas A&M                     |
| 181   | Oilers du Tennessee                | Dennis Stallings         | Linebacker       | Fighting Illini de l'Illinois           |
| 182   | Colts d'Indianapolis               | Scott Von der Ahe        | Linebacker       | Sun Devils d'Arizona State              |
| 183   | Vikings du Minnesota               | Robert Tate              | Wide receiver    | Bearcats de Cincinnati                  |
| 184   | Jaguars de Jacksonville            | Daimon Shelton           | Running back     | Hornets de Sacramento State             |
| 185   | Bills de Buffalo                   | T. Marcus Spriggs        | Offensive tackle | Cougars de Houston                      |
| 186   | Steelers de Pittsburgh             | Daryl Porter             | Defensive back   | Eagles de Boston College                |
| 187   | Cowboys de Dallas                  | Lee Vaughn               | Defensive back   | Cowboys du Wyoming                      |
| 188   | Cardinals de l'Arizona             | Tony McCombs             | Linebacker       | Colonels d'Eastern Kentucky (en)        |
| 189   | Panthers de la Caroline            | Matt Finkes              | Linebacker       | Buckeyes d'Ohio State                   |
| 190   | Eagles de Philadelphie             | Antwuan Wyatt            | Wide receiver    | Wildcats de Bethune–Cookman (en)        |
| 191   | Jets de New York                   | Chuck Clements           | Quarterback      | Cougars de Houston                      |
| 192   | Patriots de la Nouvelle-Angleterre | Tony Gaiter              | Wide receiver    | Hurricanes de Miami                     |
| 193   | Raiders d'Oakland                  | Grady Jackson            | Defensive end    | Bulldogs de Knoxville (en)              |
| 194*  | Ravens de Baltimore                | Big Red de Cornell Brown | Linebacker       | Hokies de Virginia Tech                 |
| 195*  | Chiefs de Kansas City              | Isaac Byrd               | Wide receiver    | Jayhawks du Kansas                      |
| 196*  | Bears de Chicago                   | Shawn Swayda             | Defensive end    | Sun Devils d'Arizona State              |
| 197*  | Buccaneers de Tampa Bay            | Nigea Carter             | Wide receiver    | Spartans de Michigan State              |
| 198*  | Eagles de Philadelphie             | Ed Jasper                | Defensive tackle | Aggies de Texas A&M                     |
| 199*  | Steelers de Pittsburgh             | Rod Manuel               | Defensive end    | Sooners de l'Oklahoma                   |
| 200*  | Bears de Chicago                   | Richard Hogans           | Linebacker       | Tigers de Memphis                       |
| 201*  | Bears de Chicago                   | Ricky Parker             | Defensive back   | Aztecs de San Diego State               |

### Septième tour
| Choix | Équipe                             | Joueur            | Postes           | Université                            |
| ----- | ---------------------------------- | ----------------- | ---------------- | ------------------------------------- |
| 202   | Jets de New York                   | Steve Rosga       | Defensive back   | Buffaloes du Colorado                 |
| 203   | Dolphins de Miami                  | Hudhaifa Ismaeli  | Safety           | Wildcats de Northwestern              |
| 204   | Falcons d'Atlanta                  | Tony Graziani     | Quarterback      | Ducks de l'Oregon                     |
| 205   | Ravens de Baltimore                | Chris Ward        | Defensive end    | Wildcats du Kentucky                  |
| 206   | Lions de Détroit                   | Terry Battle      | Running back     | Sun Devils d'Arizona State            |
| 207   | Eagles de Philadelphie             | Koy Detmer        | Quarterback      | Buffaloes du Colorado                 |
| 208   | Giants de New York                 | Matt Keneley      | Defensive tackle | Trojans d'USC                         |
| 209   | Buccaneers de Tampa Bay            | Anthony DeGrate   | Defensive tackle | Lumberjacks de Stephen F. Austin (en) |
| 210   | Bears de Chicago                   | Mike Miano        | Defensive tackle | Bears de Missouri State               |
| 211   | Seahawks de Seattle                | Carlos Jones      | Cornerback       | Hurricanes de Miami                   |
| 212   | Cardinals de l'Arizona             | Mark Smith        | Defensive tackle | Tigers d'Auburn                       |
| 213   | Packers de Green Bay               | Chris Miller      | Wide receiver    | Trojans d'USC                         |
| 214   | Chiefs de Kansas City              | Nathan Parks      | Offensive tackle | Cardinal de Stanford                  |
| 215   | Rams de Saint-Louis                | Cedric White      | Offensive tackle | Tar Heels de la Caroline du Nord A&T  |
| 216   | Oilers du Tennessee                | Armon Williams    | Defensive back   | Wildcats de l'Arizona                 |
| 217   | Bengals de Cincinnati              | William Carr      | Defensive tackle | Wolverines du Michigan                |
| 218   | Chargers de San Diego              | Toran James       | Linebacker       | Tar Heels de la Caroline du Nord A&T  |
| 219   | Colts d'Indianapolis               | Clarence Thompson | Cornerback       | Bulldogs de Knoxville                 |
| 220   | Vikings du Minnesota               | Artie Ulmer       | Linebacker       | Blazers de Valdosta State (en)        |
| 221   | Jaguars de Jacksonville            | Jon Hesse         | Linebacker       | Cornhuskers du Nebraska               |
| 222   | Falcons d'Atlanta                  | Chris Bayne       | Defensive back   | Bulldogs de Fresno State              |
| 223   | Steelers de Pittsburgh             | Mike Adams        | Wide receiver    | Longhorns du Texas                    |
| 224   | Cowboys de Dallas                  | Omar Stoutmire    | Defensive back   | Bulldogs de Fresno State              |
| 225   | Eagles de Philadelphie             | Byron Capers      | Cornerback       | Seminoles de Florida State            |
| 226   | Bills de Buffalo                   | Pat Fitzgerald    | Tight end        | Longhorns du Texas                    |
| 227   | Eagles de Philadelphie             | DeAuntae Brown    | Defensive back   | Central State (Ohio)                  |
| 228   | Panthers de la Caroline            | Kris Mangum       | Tight end        | Rebels d'Ole Miss                     |
| 229   | Jets de New York                   | Jason Ferguson    | Defensive tackle | Bulldogs de la Géorgie                |
| 230   | Patriots de la Nouvelle-Angleterre | Scott Rehberg     | Offensive tackle | Chippewas de Central Michigan         |
| 231   | Packers de Green Bay               | Jerald Sowell     | Running back     | Green Wave de Tulane                  |
| 232*  | Lions de Détroit                   | Marcus Harris     | Wide receiver    | Cowboys du Wyoming                    |
| 233*  | Bears de Chicago                   | Marvin Thomas     | Defensive end    | Tigers de Memphis                     |
| 234*  | Ravens de Baltimore                | Wally Richardson  | Quarterback      | Nittany Lions de Penn State           |
| 235*  | Vikings du Minnesota               | Matt Hatchette    | Wide receiver    | Lions de Langston                     |
| 236*  | Ravens de Baltimore                | Ralph Staten      | Defensive back   | Crimson Tide de l'Alabama             |
| 237*  | Chargers de San Diego              | Tony Corbin       | Quarterback      | Hornets de Sacramento State           |
| 238*  | Ravens de Baltimore                | Leland Taylor     | Defensive tackle | Cardinals de Louisville               |
| 239*  | Lions de Détroit                   | Richard Jordan    | Linebacker       | Lions de Missouri Southern (en)       |
| 240*  | Packers de Green Bay               | Ronnie McAda      | Quarterback      | Black Knights de l'Army               |

### Joueurs notables non draftés
| Équipe                        | Joueur           | Poste            | Équipe universitaire       | Conférence         | Note |
| ----------------------------- | ---------------- | ---------------- | -------------------------- | ------------------ | --- |
| Falcons d'Atlanta             | David Akers †    | Kicker           | Cardinals de Louisville    | C-USA              | |
| Ravens de Baltimore           | Priest Holmes †  | Running back     | Longhorns du Texas         | Big 12             | Meilleur coureur de la NFL en 2001, joueur offensif de la saison 2002, 3× joueur All-Pro. Il prend sa retraite en étant meilleur coureur de l'histoire des Chiefs de Kansas City. |
| Bills de Buffalo              | Pat Williams †   | Defensive tackle | Aggies de Texas A&M        | Big 12             | |
| Saints de La Nouvelle-Orléans | Jake Delhomme †  | Quarterback      | Ragin' Cajuns de Louisiane | Indépendants (I-A) | |
| Saints de La Nouvelle-Orléans | Sammy Knight †   | Safety           | Trojans d'USC              | Pac-10             | |
| Saints de La Nouvelle-Orléans | Keith Mitchell † | Linebacker       | Aggies de Texas A&M        | Big 12             | |
| Eagles de Philadelphie        | Chad Lewis †     | Tight end        | Cougars de BYU             | WAC                | |